# Fredrikstads kommun

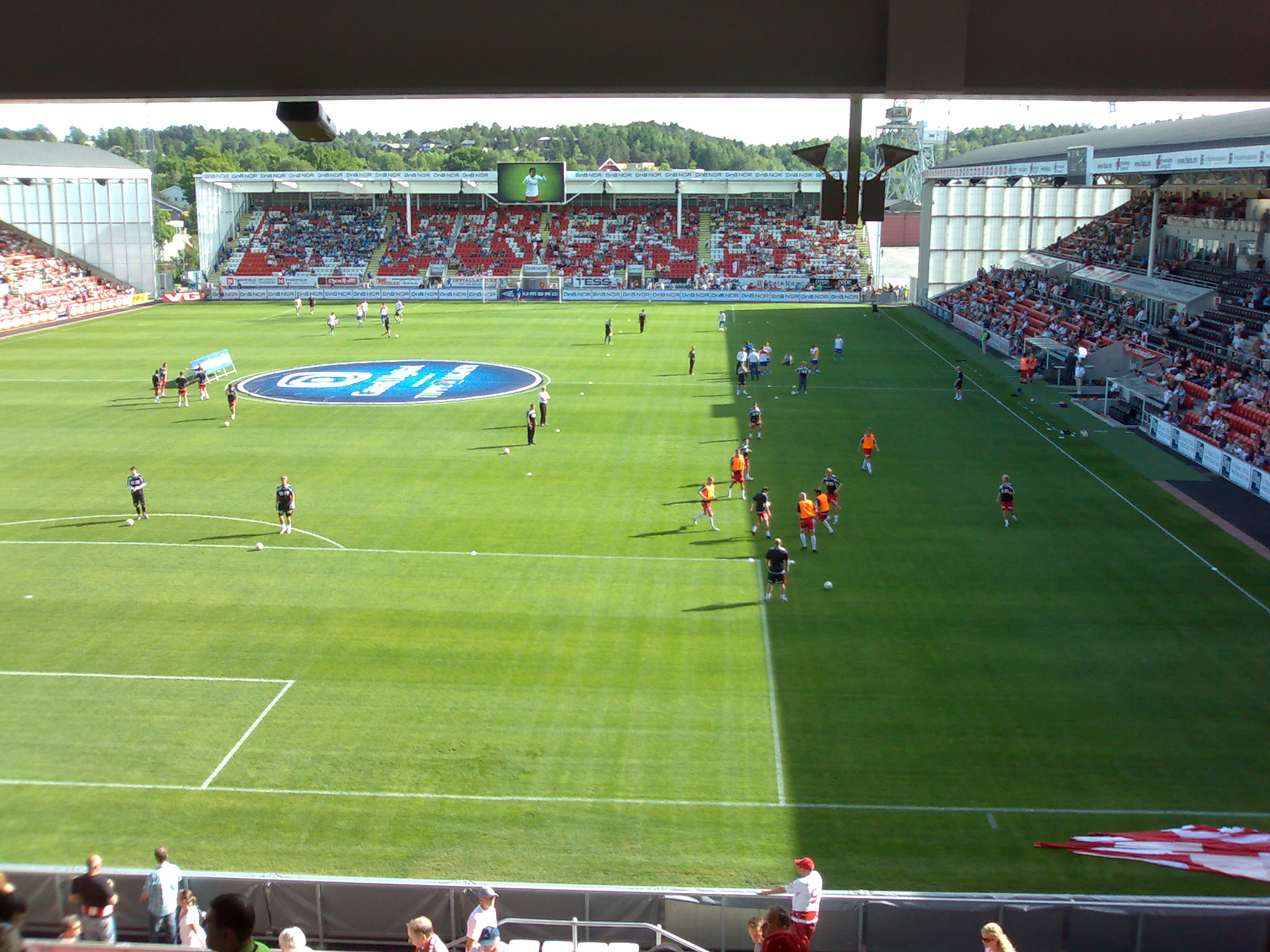
Fredrikstads stadion (2008).

Fredrikstads kommun (norska: Fredrikstad kommune) är en norsk kommun som är belägen på östra sidan av den yttre delen av Oslofjorden i Østfold fylke, nära gränsen till Sverige. Centralort i kommunen är staden Fredrikstad. Fredrikstads kommun är den sjätte största kommunen i Norge med avseende på antalet invånare. 

## Historia
Fredrikstads kommuns historia går tillbaka till 1567 när Fredrikstad fick stadsrättigheter under Nordiska sjuårskriget efter att svenskarna hade bränt ner Sarpsborg.
Kommunens gränser har ändrats många gånger sedan kommunreformen 1837. 
- 1867 överfördes ett område med 2 013 invånare från Glemmens kommun.
- 1951 överfördes ett område med 53 invånare från Borge kommun.
- 1964 slogs kommunen samman med resten av Glemmens kommun och mindre delar av Borge och Torsnes kommuner.
- 1968 överfördes ett område med 170 invånare från Onsøy kommun.
- 1994 slogs kommunen samman med Borge, Kråkerøy, Onsøy och Rolvsøy kommuner. Samtidigt ändrades kommunkoden från 0103 till 0106.[7]

## Kommunvapen
Blasonering: På rød bunn en oppreist gull bjørn foran en gull borg.
(I rött fält en upprest björn av guld åtföljd till sinister av en borg av guld.)
Kommunvapnet godkändes genom kunglig resolution den 21 april 1967. Motivet är baserat på stadens äldsta sigill från 1610 som i sin är relaterat till ett äldre sigill för grannstaden Sarpsborg. Sarpsborgsborna var tvungna att flytta till det nygrundade Fredrikstad 1567.

### Vapen för tidigare kommuner inom den nuvarande kommunen

Borge kommun (1980–1993)
Kråkerøy kommun (1961–1993)
Onsøy kommun (1988–1993)
Rolvsøy kommun (1982–1993)

## Tätorter
I Fredrikstads kommun finns tolv tätorter:
- Fredrikstad/Sarpsborg (omfattar centralorten Fredrikstad)
- Glosli
- Holm
- Lervik
- Lunde
- Nylende
- Skivika (delvis i Sarpsborgs kommun)
- Slevik
- Spetalen (delvis i Råde kommun)
- Rostadneset
- Ørmen
- Øyenkilen

Orten Skåra har tidigare räknats som en tätort men uppfyller inte längre kriterierna, medan orten Alshus numera räknas som en del av tätorten Fredrikstad/Sarpsborg.

## Socknar
Inom Norska kyrkan är Fredrikstads kommun indelad i tio socknar:
- Borge socken
- Fredrikstads domkyrkas socken
- Gamle Glemmens socken
- Glemmens socken
- Gressviks socken
- Kråkerøy socken
- Onsøy socken
- Rolvsøy socken
- Torsnes socken
- Østre Fredrikstads socken

Socknarna ingår i Fredrikstads domprosteri i Borgs stift.